# Pink Friday Tour
Tournées par Nicki Minaj
Pink Friday Promo Tour
(2010) Pink Friday: Reloaded Tour
(2012)
Le Pink Friday Tour (aussi connu sous le nom du Roman Reloaded Tour) est la première tournée de la chanteuse trinidadienne Nicki Minaj. La tournée a été programmée dans le but de promouvoir le second album studio de la rappeuse, Pink Friday: Roman Reloaded. Débutant en mai 2012, la tournée se compose d'une cinquantaine de concerts en Europe, Asie, Australie et en Amérique du Nord.

## Développement
Alors qu'elle était en train de promouvoir son second album au Royaume-Uni, Minaj révéla les dates de la tournée pour des grandes villes en Angleterre. La chanteuse annonça officiellement la tournée via Twitter le 1er mai 2012—en postant une photo montrant la scène ressemblant à une véritable maison de poupée Barbie. Minaj déclara qu'elle jouera en direct à la radio et aux festivals en plein air ainsi que dans des stades et des salles. Elle mentionna également que la tournée provoquera une « grande et intime » sensation. Laurieann Gibson sera la directrice créative ainsi que la chorégraphe de la tournée.

## Premières parties
- Timomatic (Melbourne, Sydney)[7]
- Stan Walker (Brisbane)[7]
- StooShe (Royaume-Uni)[8]
- Baby K (Italie)
- Mr. Polska (Pays-Bas)
- 2 Chainz  (Amérique du Nord)[9]

## Programme

### Programme (Europe)
Notes
- Attention : la set-list varie selon les dates et les pays, elle n'est jamais stable excepté pour quelques titres tels que : Did It On'Em, Beez in the Trap, Super Bass ainsi que d'autres chansons qui, elles, resteront à leur place tout au long de la tournée.

- Source [10]:

## Dates de la tournée
| Date              | Ville               | Pays        | Salle                                   |
| ----------------- | ------------------- | ----------- | --------------------------------------- |
| Amérique du Nord  |                     |             |                                         |
| 12 mai 2012       | Los Angeles         | États-Unis  | Home Depot Center (Complet)             |
| Océanie           |                     |             |                                         |
| 16 mai 2012       | Sydney              | Australie   | Hordern Pavilion (Complet)              |
| 18 mai 2012       | Melbourne           | Australie   | Hisense Arena (Complet)                 |
| 19 mai 2012       | Brisbane            | Australie   | Brisbane Entertainment Centre (Complet) |
| Asie              |                     |             |                                         |
| 22 mai 2012       | Osaka               | Japon       | Osaka Namba Hatch                       |
| 23 mai 2012       | Tokyo               | Japon       | Zepp Tokyo                              |
| 25 mai 2012       | Yokohama            | Japon       | Yokohama Bay Hall                       |
| Amérique du Nord  |                     |             |                                         |
| 1er juin 2012     | Camden              | États-Unis  | Susquehanna Bank Center                 |
| 2 juin 2012       | Mansfield           | États-Unis  | Comcast Center                          |
| 3 juin 2012       | East Rutherford     | États-Unis  | MetLife Stadium (Complet)               |
| Europe            |                     |             |                                         |
| 8 juin 2012       | Stockholm           | Suède       | Annexet                                 |
| 9 juin 2012       | Oslo                | Norvège     | Oslo Spektrum                           |
| 11 juin 2012      | Copenhague          | Danemark    | Falkoner Theatre (Complet)              |
| 13 juin 2012      | Bruxelles           | Belgique    | Ancienne Belgique                       |
| 16 juin 2012      | Berlin              | Allemagne   | Tempodrom                               |
| 18 juin 2012      | Amsterdam           | Pays-Bas    | Heineken Music Hall                     |
| 21 juin 2012      | Milan               | Italie      | Discoteca Alcatraz Milano               |
| 23 juin 2012      | Londres             | Angleterre  | Hackney Marshes                         |
| 24 juin 2012      | Londres             | Angleterre  | HMV Hammersmith Apollo (Complets)       |
| 25 juin 2012      | Londres             | Angleterre  | HMV Hammersmith Apollo (Complets)       |
| 26 juin 2012      | Birmingham          | Angleterre  | National Indoor Arena (Complet)         |
| 28 juin 2012      | Manchester          | Angleterre  | Manchester Apollo (Complet)             |
| 4 juillet 2012    | Dublin              | Irlande     | Olympia Theatre                         |
| 6 juillet 2012    | Paris               | France      | Zénith de Paris (Complet)               |
| 7 juillet 2012[A] | Londres             | Angleterre  | Hyde Park                               |
| 8 juillet 2012[B] | Kinross             | Écosse      | Balado Airfield                         |
| Asie              |                     |             |                                         |
| 11 juillet 2012   | Manille             | Philippines | SM Mall of Asia Arena                   |
| Amérique du Nord  |                     |             |                                         |
| 16 juillet 2012   | Chicago             | États-Unis  | Chicago Theatre                         |
| 17 juillet 2012   | Détroit             | États-Unis  | Fox Theatre                             |
| 19 juillet 2012   | Cleveland           | États-Unis  | Cleveland State Theatre                 |
| 21 juillet 2012   | Washington, D.C.    | États-Unis  | Constitution Hall                       |
| 22 juillet 2012   | Atlanta             | États-Unis  | Fox Theatre                             |
| 24 juillet 2012   | Miami               | États-Unis  | James L. Knight Center                  |
| 26 juillet 2012   | Birmingham          | États-Unis  | Boutwell Auditorium                     |
| 27 juillet 2012   | New Orleans         | États-Unis  | Lakefront Arena                         |
| 28 juillet 2012   | Houston             | États-Unis  | Bayou Music Center                      |
| 29 juillet 2012   | Grand Prairie       | États-Unis  | Verizon Theater at Grand Prairie        |
| 31 juillet 2012   | St. Louis           | États-Unis  | Peabody Opera House                     |
| 2 août 2012       | Denver              | États-Unis  | Wells Fargo Theatre                     |
| 4 août 2012       | Las Vegas           | États-Unis  | Planet Hollywood Resort & Casino        |
| 5 août 2012       | Los Angeles         | États-Unis  | Nokia Theatre                           |
| 7 août 2012       | Phoenix             | États-Unis  | Comerica Theatre                        |
| 9 août 2012       | Oakland             | États-Unis  | Paramount Theatre                       |
| 11 août 2012      | Seattle             | États-Unis  | Paramount Theatre                       |
| 12 août 2012      | Vancouver           | Canada      | Queen Elizabeth Theatre                 |
| Europe            |                     |             |                                         |
| 21 août 2012      | Dublin              | Irlande     | Olympia Theatre                         |
| 25 août 2012 [H]  | Weston-under-Lizard | Angleterre  | Weston Park                             |
| 28 août 2012 [H]  | Chelmsford          | Angleterre  | Hylands Park                            |

Festivals et autres spectacles
A  Ce concert fait partie du Barclaycard Wireless Festival
B  Ce concert fait partie du T in the Park
C  Ce concert fait partie du V Festival
D  Ce concert fait partie du Summer Jam
E  Ce concert fait partie du Radio 1's Hackney Weekend.
F  Ce concert fait partie du Barclaycard Wireless Festival
G  Ce concert fait partie du T in the Park
H  Ces concerts font partie du V Festival
Annulations et reportations
| Date           | Ville                | Lieu                    | Raison/Info additionnelle |
| -------------- | -------------------- | ----------------------- | ------------------------- |
| 10 mai 2012    | San Jose, Californie | HP Pavilion at San Jose | Annulé                    |
| 19 juin 2012   | Paris                | Zénith de Paris         | Reporté au 6 juillet 2012 |
| 4 juillet 2012 | Dublin               | Olympia Theatre         | Reporté au 21 août 2012   |

Notes
- Le concert de Paris était initialement prévu le 19 juin, mais a été reporté à la demande des fans français pour cause de semaine d’examens (Baccalauréat 2012).
- Les concerts australien, londonien, et parisien du 6 juillet étaient officiellement complets.